# Degré Cartier
Pour les articles homonymes, voir Cartier.
 (novembre 2014).
Si vous disposez d'ouvrages ou d'articles de référence ou si vous connaissez des sites web de qualité traitant du thème abordé ici, merci de compléter l'article en donnant les références utiles à sa vérifiabilité et en les liant à la section « Notes et références ».
Le degré Cartier est une unité de mesure de titre volumique d'alcool pour les boissons alcoolisées. Bien qu'elle soit encore utilisée dans quelques pays, et que l'on trouve encore des densimètres gradués dans cette unité, le degré Cartier est considéré comme obsolète, et son utilisation est interdite en France dans le cadre de transactions commerciales, comme toute unité non présente dans le décret no 61-501 du 3 mai 1961 relatif aux unités de mesure et au contrôle des instruments de mesure.

## Définition

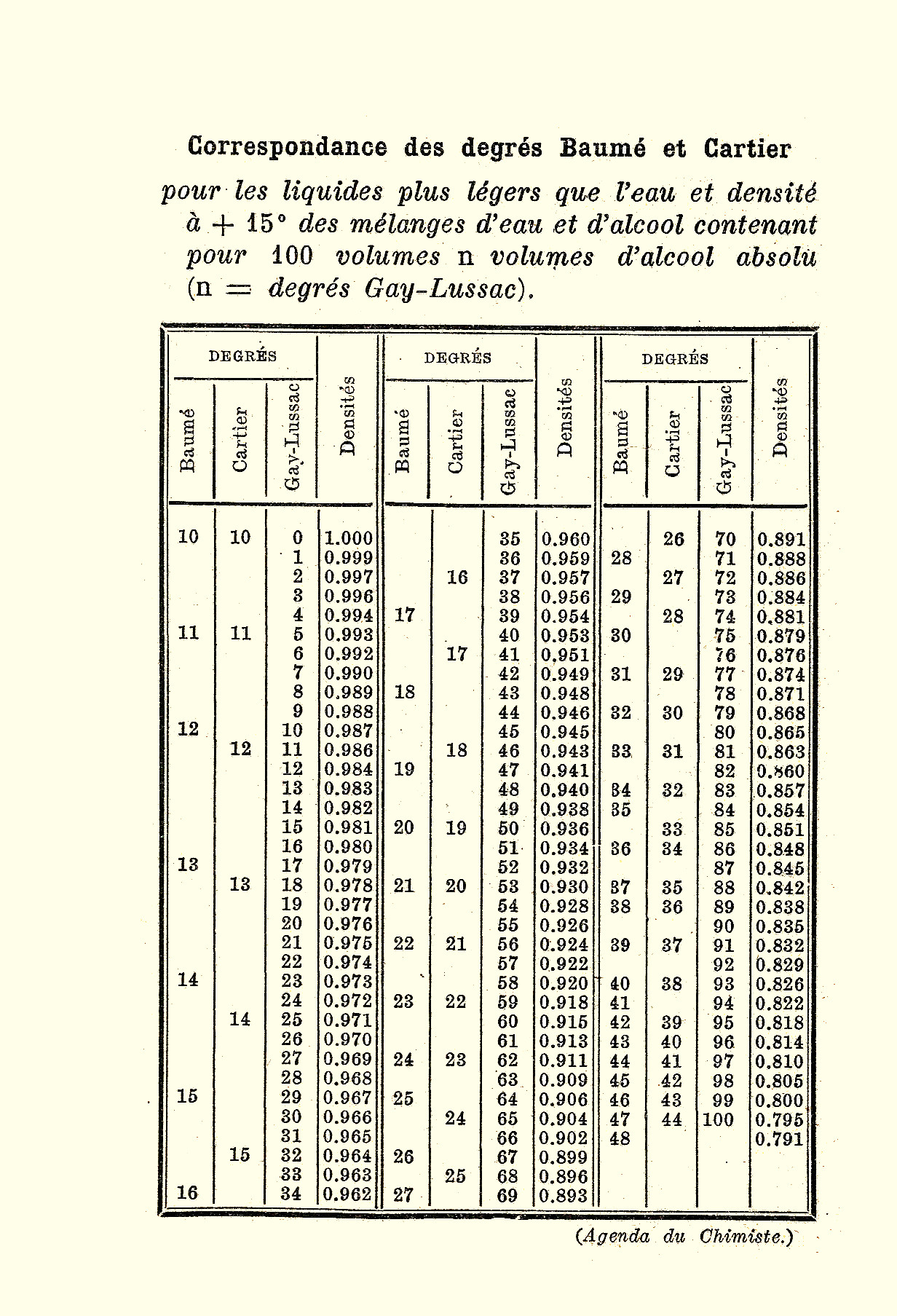
Tableau de Correspondance des degrés Baumé & Cartier pour les liquides plus légers que l'eau et densité à + 15° des mélanges d'eau et d'alcool contenant pour 100 volumes n volumes d'alcool absolu (n = degrés Gay-Lussac)

Le degré cartier est la densité d'alcool mesurée à la température de 10 degrés Réaumur. L'échelle va de 0 degré Cartier (eau pure) à 44 degrés Cartier (alcool pur). Le degré Cartier doit son nom à son inventeur, Jean-François Cartier.